# Dré Bly
Pour les articles homonymes, voir Bly.
College Football Hall of Fame 2014
(en) Statistiques sur pro-football-reference
Donald André « Dré » Bly, né le 22 mai 1977 à Chesapeake (Virginie), est un joueur américain de football américain ayant évolué au poste de cornerback.

## Biographie
Étudiant à l'université de Caroline du Nord à Chapel Hill, il a joué pour les Tar Heels de Caroline du Nord.
Il est drafté à la 41e place (deuxième tour) par les Rams de Saint-Louis. Avec eux, Bly remporte le Super Bowl XXXIV et est apparu deux ans plus tard lors du Super Bowl XXXVI.
Il signe en 2003 aux Lions de Détroit puis est échangé aux Broncos de Denver en 2007 contre Tatum Bell, George Foster et un choix de draft au 5e tour.
En 2009, il signe aux 49ers de San Francisco puis resigne aux Lions de Détroit en 2010.